# Platea
Platea, biljni rod dvosupnica iz porodice Metteniusaceae smješten u tribus Plateoideae. Sastoji se od 8 vrsta drveća iz tropske i suptropske Azije.
Rod je opisan u Bijdragen tot de flora van Nederlandsch Indië (13): 646. 1825 [1826].

## Vrste
1. Platea bullata Sleumer
2. Platea excelsa Blume
3. Platea hongiaoensis Tagane
4. Platea kachinensis Y.H.Tan & H.B.Ding
5. Platea latifolia Blume
6. Platea malayana Utteridge
7. Platea parvifolia Merr. & Chun
8. Platea sclerophylla Sleumer

## Sinonimi
- Phlebocalymna Griff. ex Miers; Ann. & Mag. Nat. Hist. Ser. II. 10: 109 (1852)